# Anatoly Demitkov
Anatoly Demitkov (n. 24 august 1927, Pudozhsky District⁠(d), RSFS Rusă, URSS – d. 15 august 2005, Sankt Petersburg, Rusia) a fost un canoist ce a reprezentat Uniunea Republicilor Sovietice Socialiste, medaliat olimpic. A participat la o ediție a Jocurilor Olimpice (1956) în care a câștigat o medalie de argint.

## Participări
Lista de mai jos prezintă principalele competiții la care a participat Anatoly Demitkov de-a lungul carierei.
- canoeing at the 1956 Summer Olympics – men's K-2 1000 metres[*]